# Blatina
Blatina este un sat din comuna Kolašin, Muntenegru. Conform datelor de la recensământul din 2003, localitatea are 126 de locuitori (la recensământul din 1991 erau 123 de locuitori).

## Demografie
În satul Blatina locuiesc 106 persoane adulte, iar vârsta medie a populației este de 43,5 de ani (42,6 la bărbați și 44,5 la femei). În localitate sunt 42 de gospodării, iar numărul mediu de membri în gospodărie este de 3,00.
Populația localității este foarte eterogenă.
|  |

| Demografie | Demografie | Demografie |
| An         | Locuitori  | Locuitori  |
| ---------- | ---------- | ---------- |
|            |            |            |
|            |            |            |
|            |            |            |
|            |            |            |
| 1948       | 134        |            |
| 1953       | 150        |            |
| 1961       | 150        |            |
| 1971       | 101        |            |
| 1981       | 151        |            |
| 1991       | 123        | 123        |
| 2003       | 126        | 126        |

| \| Componența etnică conform recensământului din 2003[2] \| Componența etnică conform recensământului din 2003[2] \| Componența etnică conform recensământului din 2003[2] \| Componența etnică conform recensământului din 2003[2] \| Componența etnică conform recensământului din 2003[2] \| \| ----------------------------------------------------- \| ----------------------------------------------------- \| ----------------------------------------------------- \| ----------------------------------------------------- \| ----------------------------------------------------- \| \| \| \| \| \| \| \| Muntenegreni \| Muntenegreni \| \| 68 \| 53,96% \| \| Sârbi \| Sârbi \| \| 57 \| 45,23% \| \| necunoscută \| necunoscută \| \| 0 \| 0% \| |              |  |    |        |
| Componența etnică conform recensământului din 2003 |              |  |    |        |
| |              |  |    |        |
| Muntenegreni | Muntenegreni |  | 68 | 53,96% |
| Sârbi | Sârbi        |  | 57 | 45,23% |
| necunoscută | necunoscută  |  | 0  | 0%     |